# تپش قلب (فیلم هندی)
تپش قلب یا ضربان قلب (هندی: धड़कन) یک فیلم درام عاشقانه موزیکال هندی که در سال ۲۰۰۰ به کارگردانی دارمش دارشان و تهیه کنندگی راتان جاین منتشر شده است. آکشی کومار، شیلپا شتی، سونیل شتی و ماهیما چودری در نقش‌های اصلی بازی می‌کنند.
این فیلم که به دلایل مختلف تقریباً چهار سال به تعویق افتاد، سرانجام در ۱۱ اوت ۲۰۰۰ منتشر شد. پس از انتشار نقدهای مثبتی از منتقدان دریافت کرد و به عنوان یک موفقیت تجاری بزرگ در گیشه ظاهر شد و ۲۶ کرور روپیه در سرتاسر جهان فروخت. این آلبوم موسیقی متن به عنوان دومین آلبوم پرفروش سال بعد از محبتین ظاهر شد. این فیلم اکنون با به دست آوردن طرفداران قابل توجه و پرشور به جایگاه کالت رسیده است. فیلم در چهل و ششمین دوره جوایز فیلم‌فیر، ۸ نامزدی از جمله بهترین فیلم، بهترین کارگردان (دارشان)، بهترین بازیگر نقش مکمل زن (چودری) و بهترین کارگردان موسیقی (ندیم شروان) را دریافت کرد و برنده ۲ جایزه بهترین شرور (شیلپا شتی) و بهترین اجرای خواننده زن شد.

## داستان
آنجلی چاوهان ورما (شیلپا شتی) تنها دختر یک تاجر ثروتمند است که عاشق دو چوپرا (سونیل شتی) است. دیو متواضع است اما پدر انجلی با اکراه با او موافقت می‌کند. با این حال او دیو را به دلیل بی ادبی ظاهری و رفتار غیر متمدنانه رد می‌کند. تلاش برای فرار با دیو خنثی شد. پدرش او را از نظر عاطفی دستکاری می‌کند تا با رام ورما (آکشای کومار) مردی که او انتخاب کرده است، ازدواج کند. دیو دلشکسته مانده است.
انجلی با رام ازدواج می‌کند و به خانواده او می‌پیوندد. یک نامادری و خواهر و برادرهایی که از او متنفرند. رام با این حال خانواده ناتنی خود را با قلبی پاک دوست دارد. او به انجلی زمان می‌دهد تا فضای خود را در خانواده جدید پیدا کند اما او نمی‌تواند محبت او را برگرداند. برادر ناتنی رام سعی می‌کند آنجلی را اغوا کند و وقتی دستگیر می‌شود او را متهم می‌کند که طرف مقصر است. اما چشمان او اکنون باز است، رام به طور کامل از همسرش حمایت می‌کند و از خانواده ناتنی می‌خواهد که خانه را ترک کنند. انجلی عاشق او می‌شود و ...
سه سال بعد، در جشن سالگرد ازدواجشان، دیو، که اکنون ثروتمند است، به عنوان یک رقیب در تجارت و عشق باز می‌گردد. انجلی در سکوت فرو رفته است. دیو که نمی‌تواند شادی کامل انجلی را ببیند، سعی می‌کند به عشق اول خود برسد. او طاقت شنیدن التماس‌های او را برای ترک او ندارد. دو چوپرا که از طرد شدن بدبخت شده است، تصمیم می‌گیرد رام ورما را خراب کند. او با خواهر و برادر ناتنی رام موفق می‌شود رام و انجلی را خراب کند. وقتی رام می‌شنود که انجلی با پدرش درباره دیو صحبت می‌کند، انجلی را به خاطر پنهان کردن گذشته‌اش سرزنش می‌کند. اما غش می‌کند و معلوم می‌شود که باردار است. انجلی با دیو چوپرا ملاقات می‌کند و خداحافظی تلخی را انجام می‌دهد. او تمام آنچه را که گرفته بود برمی‌گرداند و گذشته‌اش را پشت سر می‌گذارد. موسیقی بین کلمات فضای فیلم را در طول روایت پر می‌کند.

## بازیگران
- آکشی کومار
- سونیل شتی
- شیلپا شتی
- ماهیما چودری
- انوپم کهیر
- کیران کومار
- شارمیلا تاگور
- آنجانا ممتاز
- قادر خان